# Франклин (Индиана)
Франклин (англ. Franklin) — город и административный центр округа Джонсон в штате Индиана США. По данным переписи 2020 года, численность населения составляла 25 313 человек.

## Население
| 2010   | 2020    |
| ------ | ------- |
| 23 712 | ↗25 313 |